# Georg Keppler
Georg Keppler (ur. 7 maja 1894 w Moguncji, zm. 16 czerwca 1966 w Hamburgu) – SS-Obergruppenführer, oficer niemieckiej armii i Ordnungspolizei, który służył w I wojnie światowej i II wojnie światowej.
Podczas II wojny światowej dowodził 2 Dywizją Pancerną SS Das Reich, 3 Dywizją Pancerną SS Totenkopf, I Korpusem Pancernym SS, III Korpusem Pancernym SS i XVIII Korpusem SS. Kawaler Żelaznego Krzyża Rycerskiego (Ritterkreuz des Eisernen Kreuzes).